# 権現山公園
権現山公園（ごんげんやまこうえん）は、茨城県潮来市にある潮来市立の都市公園（近隣公園）である。

## 概要
公園の展望台からは北利根川沿いに広がる水郷地帯や霞ヶ浦、筑波山を一望することができる。また、天候が良い場合は富士山を望むことができ、関東の富士見百景に選定されている。 
江戸時代に活躍した浮世絵師である葛飾北斎の富嶽三十六景「常州牛堀」がこの場所より描かれたといわれている。 
春には、ソメイヨシノなど250本の桜が咲き誇り、「権現山桜まつり」が開催される。
- 展望台から望む霞ヶ浦
- 茨城百景入選記念碑

## 周辺
- 常陸利根川
- 水郷北斎公園
- 潮来市立図書館
- ショッピングプラザラ・ラ・ルー

## 交通アクセス
- 東関東自動車道潮来ICより国道51号を牛堀方面へ